# Parikkala
Parikkala [ˈpɑrikːɑlɑ] ist eine Gemeinde im Osten Finnlands mit 4438 Einwohnern (Stand 31. Dezember 2022). Sie ist die nördlichste Gemeinde der Landschaft Südkarelien. Im Norden grenzt Parikkala an Kitee, im Westen an Savonlinna und im Süden an Rautjärvi. Im Osten liegt die Staatsgrenze zu Russland. Geografisch und klimatisch gehört Parikkala zum Einzugsgebiet des 35 km entfernten Ladogasees im russischen Teil Kareliens. Die heutige Gemeinde entstand Anfang 2005 durch den Zusammenschluss der Gemeinden Parikkala, Saari und Uukuniemi.
Das Zentrum der Gemeinde ist das Dorf Kangaskylä mit rund 2000 Einwohnern. Weitere Dörfer sind Kirjavala-Kesusmaa (500 Einwohner), Koitsanlahti (230 Einwohner), Kummunkylä, Melkoniemi (250 Einwohner), Mikkolanniemi (100 Einwohner), Saarenkylä (110 Einwohner), Savikumpu (200 Einwohner), Tarnala (200 Einwohner) und Kannas (200 Einwohner). Zu den Sehenswürdigkeiten von Parikkala gehören die Holzkirchen von Parikkala (1817) und Uukuniemi (1797) sowie die Backsteinkirche von Saari (1934). An das orthodoxe Erbe der Gegend erinnert eine Kapelle (tsasouna) und die archäologischen Ausgrabungen eines orthodoxen Dorfes aus dem 15.–17. Jahrhundert in Papinniemi.
Parikkala ist im Laufe seiner Geschichte stets im Grenzgebiet zwischen Westen und Osten gewesen. Im Mittelalter gehörte die Gegend von Parikkala zum Einflussbereich von Nowgorod, die Einwohner waren orthodox. Die 1323 im Vertrag von Nöteborg festgelegte Grenze zwischen Schweden und Nowgorod verlief in der Nähe. 1617 geriet Parikkala im Frieden von Stolbowo unter schwedische Herrschaft. Die neuen Machthaber gründeten eine lutherische Kirchengemeinde. In der Folgezeit war die orthodoxe Bevölkerung Repressalien ausgesetzt; ein Teil konvertierte zum lutherischen Glauben, ein Teil wanderte nach Twer und Olonez aus. Im Frieden von Nystad kam Parikkala 1721 wieder an Russland. Als 1809 ganz Finnland unter russische Herrschaft gekommen war, wurde Parikkala zusammen mit dem Rest Altfinnlands an das neu gegründete Großfürstentum Finnland angegliedert. So wurde es 1917 auch Teil der unabhängigen Republik Finnland. Als Finnland nach dem Zweiten Weltkrieg Ostkarelien an die Sowjetunion abtreten musste, wurde rund ein Drittel des Gemeindegebiets durch die neue Grenzziehung abgetrennt.

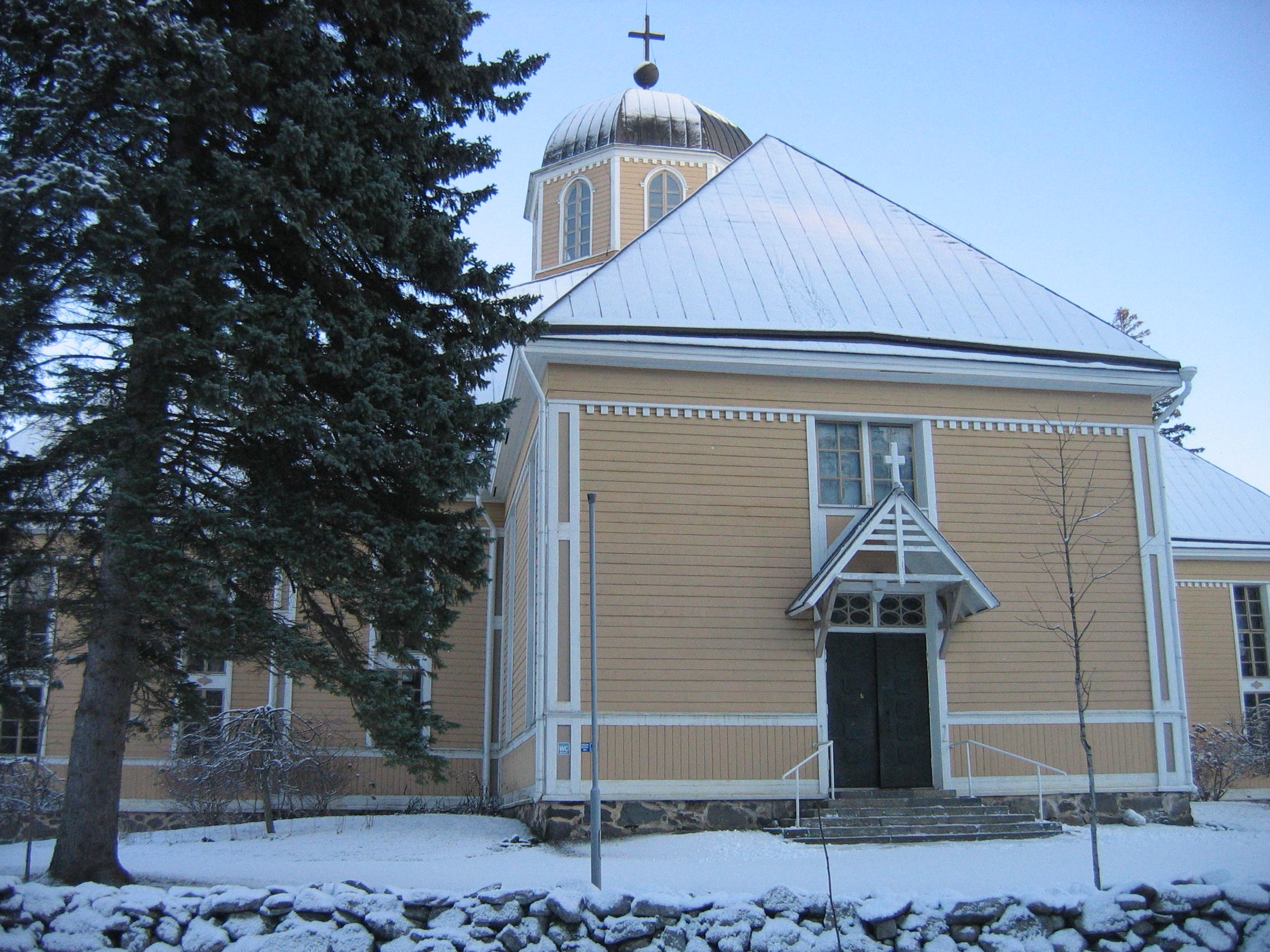
Die Kirche von Parikkala
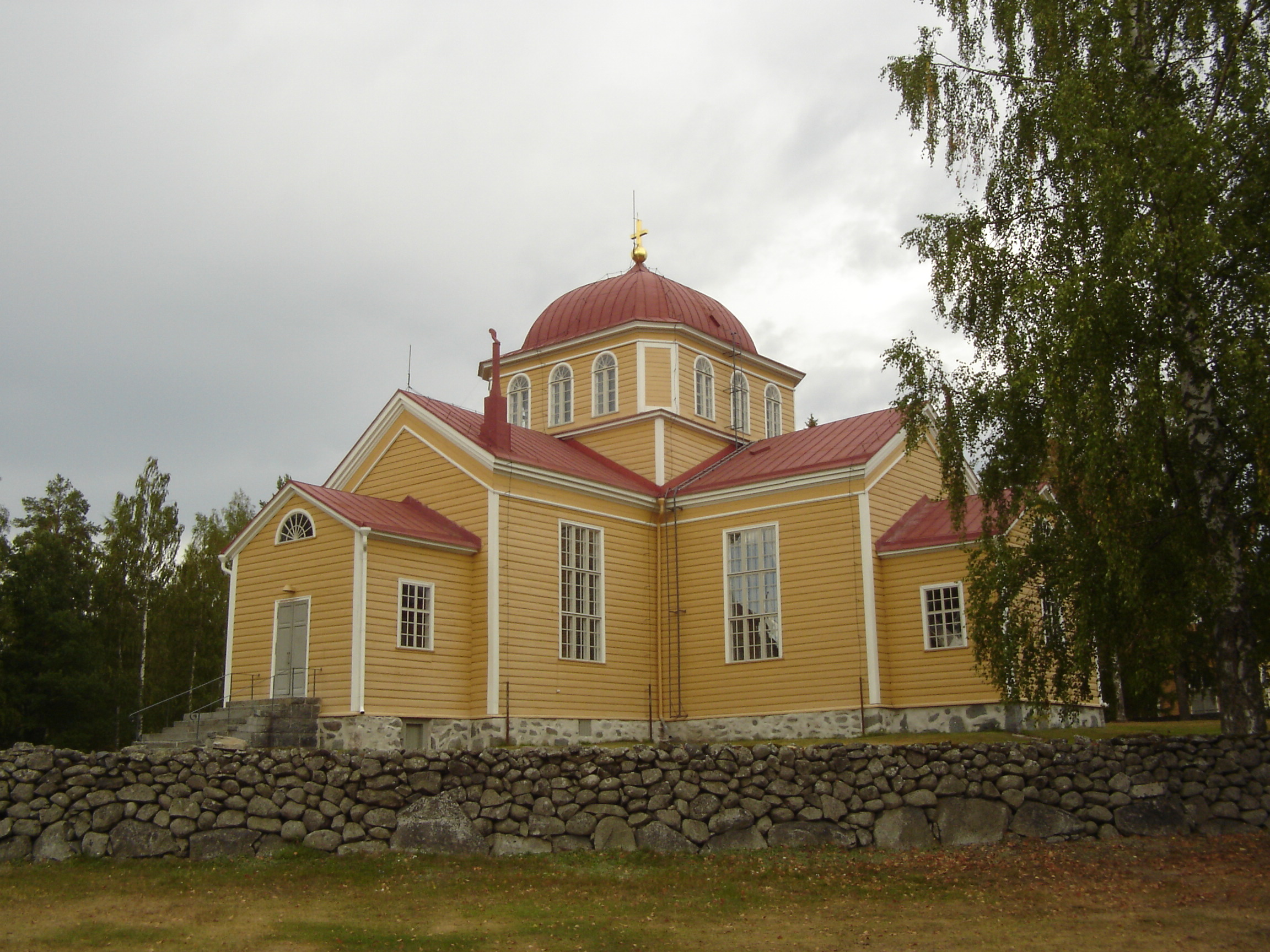
Die Kirche von Uukuniemi
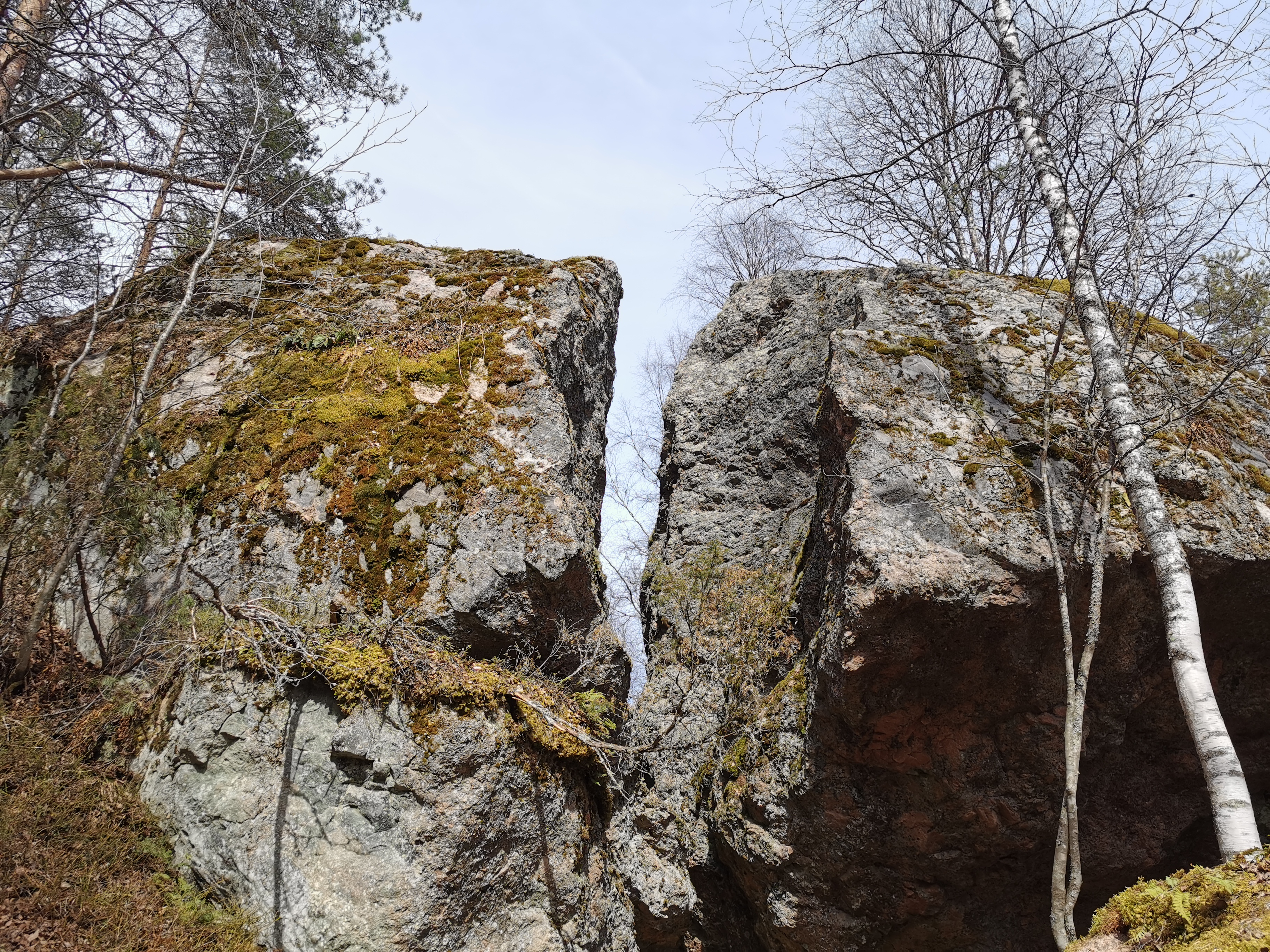
Mykkiin-Steine

Die Mykkiin-Steine sind eine Gruppe von Felsen aus Pegmatit-Granit oder Granit im Dorf Kesusmaa in Parikkala. Sie wurden wahrscheinlich beim Abschmelzen des kontinentalen Gletschers vom weniger als einen Kilometer entfernten Mykkinmäki-Felshang gelöst. Mykkii ist eine Dialektform des Wortes mykkiö oder mykkia und bedeutet runder Felsen oder Hügel. Der Name der Steine leitet sich möglicherweise vom Namen des nahegelegenen Mykkinmäki (runder Hügel) ab.

## Söhne und Töchter
- Seppo Hänninen (* 1943), Eisschnellläufer
- Hannu Siitonen (* 1949), Speerwerfer und Europameister
- Sirpa Pietikäinen (* 1959), Politikerin der Sammlungspartei, Ministerin
- Kirsi Boström (geborene Tiira; * 1968), Orientierungsläuferin und Weltmeisterin
- Lisa Sounio-Ahtisaari (* 1970), Politikerin der Sammlungspartei, Unternehmerin, Markenexpertin